# Schronisko z Obrazem
Schronisko z Obrazem – schron jaskiniowy we wsi Kobylany, w gminie Zabierzów  w powiecie krakowskim. Znajduje się pomiędzy turniami Żabi Koń i Dziób Kobylański w lewym zboczu Doliny Kobylańskiej. Pod względem geograficznym jest to obszar Wyżyny Olkuskiej wchodzący w skład Wyżyny Krakowsko-Częstochowskiej.

## Opis schroniska
Schronisko znajduje się 15 m powyżej dna doliny. Od ścieżki turystycznej wiodącej dnem doliny do niego schodki wykonane w stromym zboczu, a na końcowym odcinku wykonane z betonu i zabezpieczone barierką. Schronisko ma prostokątny otwór, za którym znajduje się niewielka komora z półką. Wnętrze schroniska urządzono w postaci kapliczki. Znajdują się w niej obraz i figurka Matki Boskiej.
Schronisko powstało w wapieniach górnej jury. Nie ma szaty naciekowej, jest suche, w całości oświetlone i  poddane wpływom środowiska zewnętrznego. Pierwotnie namulisko tworzyła warstwa lessu, ale dno zalano betonem.

## Historia poznania
Znane jest od dawna. Po raz pierwszy opisał je Kazimierz Kowalski w 1951 roku. W grudniu 2003 r. J. Nowak sporządził jego aktualną dokumentację. 

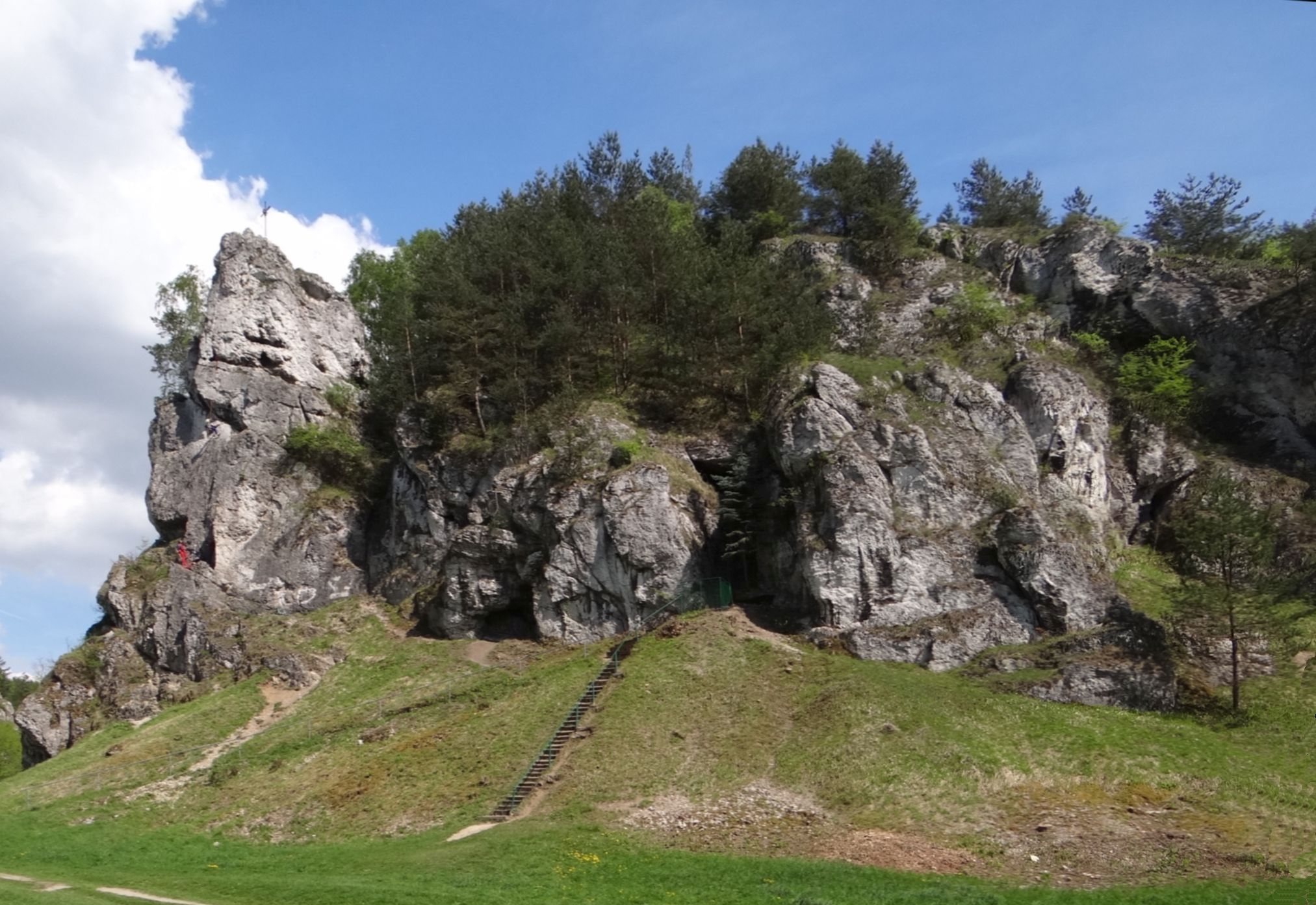
Ścieżka do schroniska
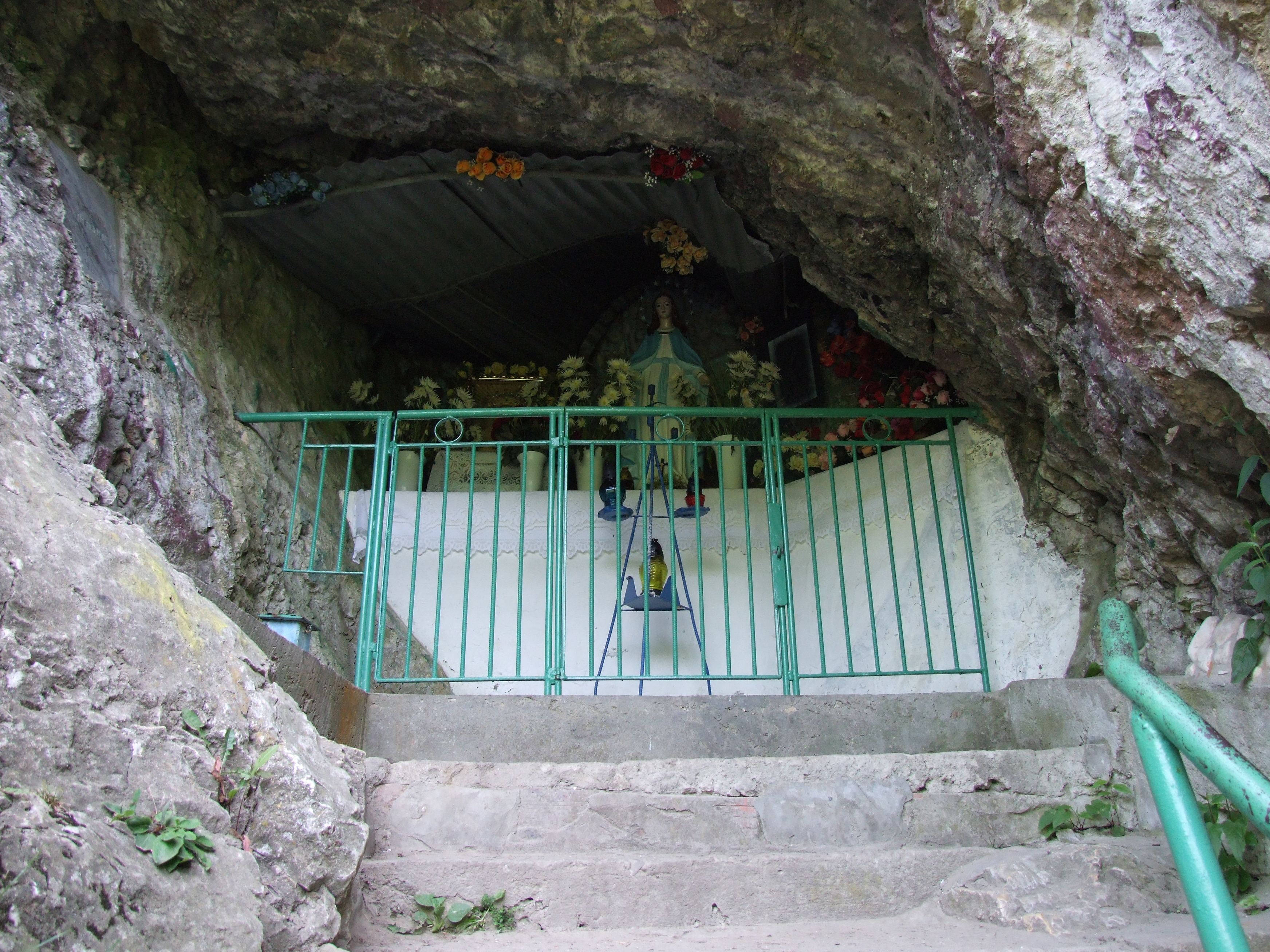
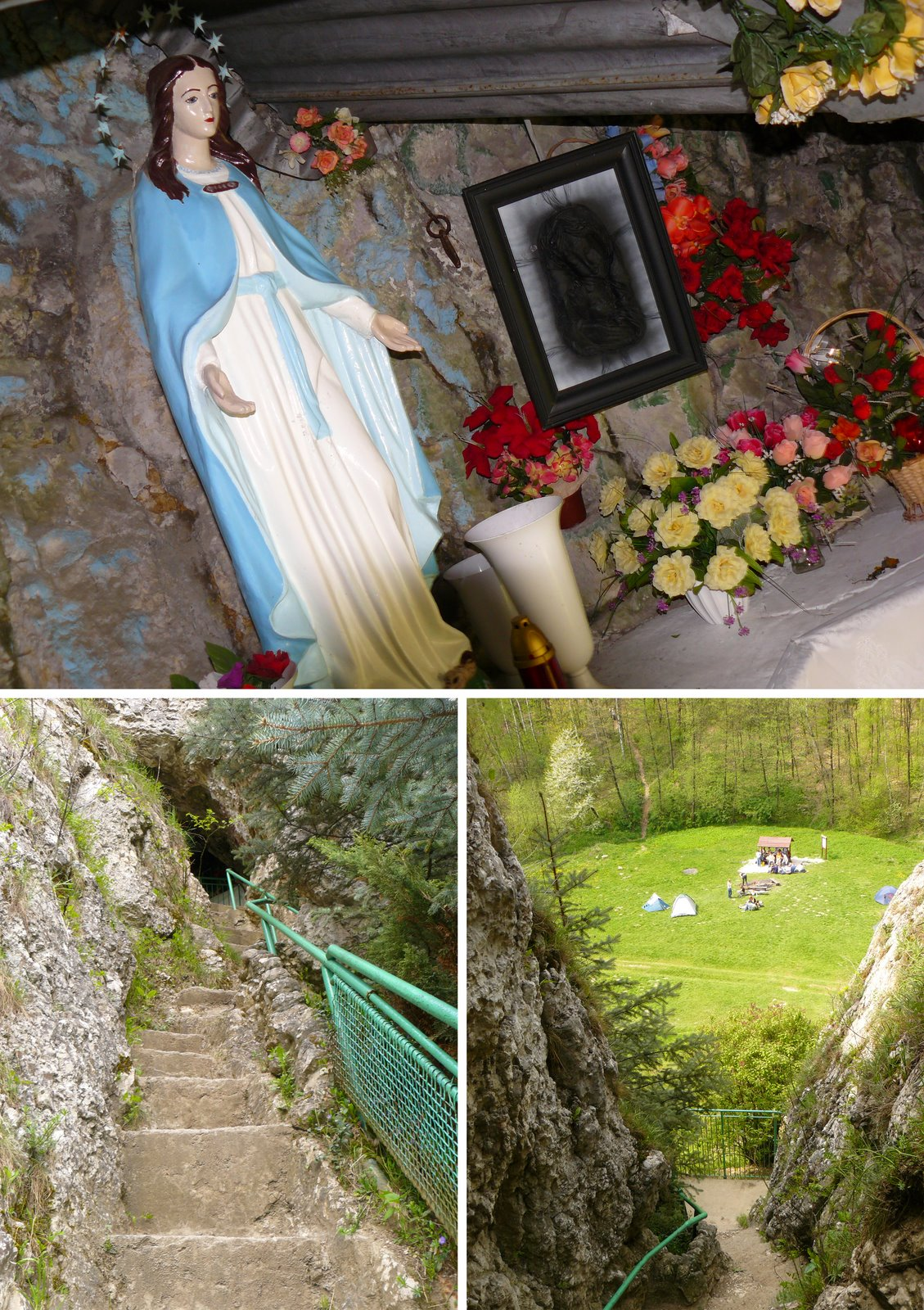

Obok Schroniska z Obrazem znajduje się Okap z Rurami i Tunelik przy Schronisku z Obrazem. Prowadzą do nich te same schody.